# Bulbophyllum chrysocephalum
Bulbophyllum chrysocephalum är en orkidéart som beskrevs av Rudolf Schlechter. Bulbophyllum chrysocephalum ingår i släktet Bulbophyllum och familjen orkidéer. Inga underarter finns listade i Catalogue of Life.